# Undués de Lerda
Undués de Lerda ist ein kleiner Ort am Jakobsweg. Er liegt in der Provinz Saragossa der Autonomen Gemeinschaft Aragonien.

## Sehenswertes
- Palast aus dem 16. Jahrhundert, der heute als Jugend- und Pilgerherberge dient.

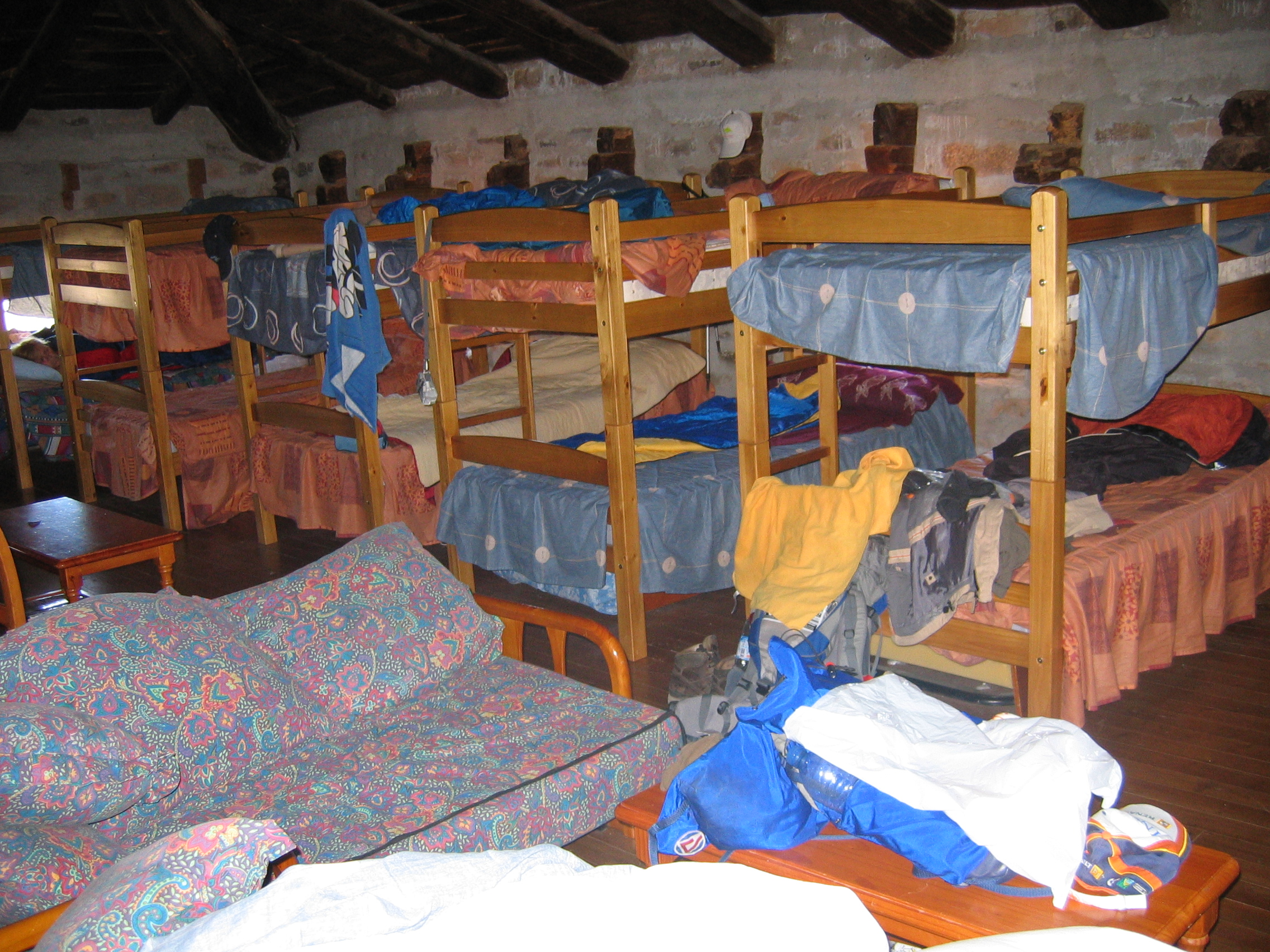
Innerhalb der Herberge